# Tambach
Tambach är en ort i distriktet Keiyo i provinsen Rift Valley i Kenya.